# Otto Högelow

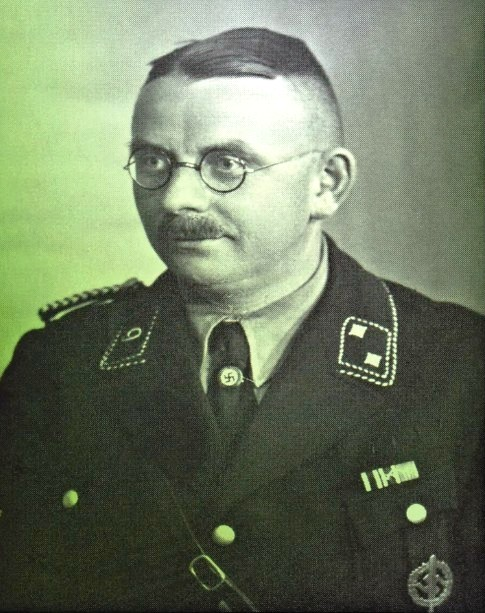
Otto Högelow, SS-Oberscharführer, Fort Albert (Alderney), 1943

Otto Högelow (* 14. Januar 1895 in Lentzke; † nach 1949) war ein deutscher SS-Hauptscharführer und verurteilter Kriegsverbrecher. Seine SS-Mitgliedsnummer war 25504, in der SS-Einheit 6/9. Seine NSDAP-Mitgliedsnummer war 128041.

## Leben
Högelow war ein Veteran des Ersten Weltkrieges. Nach dem Krieg heiratete er seine Jugendfreundin Lina, geb. Nix, mit der er drei Kinder hatte, Ursula, Ottokarl und Adelheid. Zum 1. Mai 1929 trat er der NSDAP bei (Mitgliedsnummer 128.041) und erhielt das goldene NSDAP-Parteiabzeichen. Er war Oberscharführer, später Hauptscharführer (ab 1938 der zweithöchste Dienstgrad der Dienstgruppe der Unterführer mit Portepee, auch Feldwebel oder Spieß genannt) in der Waffen-SS. Während des Zweiten Weltkrieges war er als Hauptwache in Fort Albert (Alderney) auf der Insel Alderney eingesetzt, die zur britischen Insel Guernsey gehört.
Högelow war einer der SS-Unteroffiziere, die während der deutschen Besatzung der britischen Kanalinseln hauptsächlich für die brutale Erschießung und Folterung von Kriegsgefangenen zur persönlichen Belustigung an Wochenenden verantwortlich waren. Für je zehn getötete Gefangene bot er eine „Belohnung“ in Form von 23 Tagen Urlaub und drei Zigaretten an.
Alderney, im Volksmund „Adolf Island“ genannt, war eine der am stärksten befestigten und mit Bunkern ausgestatteten Kanalinseln. Die etwa 1.000 Kriegsgefangenen auf der Insel wurden unter ähnlichen Bedingungen wie im Konzentrationslager „Lager Sylt“ festgehalten. Sie stammten überwiegend aus dem Konzentrationslager Sachsenhausen. 1942 wechselte die Kontrolle über das Lager Sylt. Zusammen mit drei anderen Arbeitslagern der Organisation Todt wurde es von März 1943 bis Juni 1944 von der Schutzstaffel – SS-Baubrigade 1 – betrieben. Das Lager Sylt wurde ein Außenlager des Konzentrationslagers Neuengamme (bei Hamburg). Es war das einzige Konzentrationslager auf dem Gebiet der britischen Krone.
Die Morde in Fort Albert waren die größten Mordaktionen des NS-Regimes auf britischem Boden. Insgesamt starben rund 3.800 Wehrmachtssoldaten, etwa 3.000 Zwangsarbeiter und etwa 1.000 KZ-Häftlinge, letztere unter unmenschlichen Bedingungen auf der kleinen Insel Alderney. Dem Untersuchungsbericht der Lord-Pickle-Kommission zufolge starben in Lagern wie Sylt und Norderney bis zu 1.000 Menschen (vor allem Zwangsarbeiter aus Osteuropa).
Die KZ-Häftlinge wurden von den SS-Wachen aufgrund von Unterernährung und Krankheiten, verbunden mit harter Arbeit und der daraus resultierenden körperlichen Schwäche, getötet; einige wurden aus Langeweile gefoltert und erschossen (siehe Dayla Alberge (2025); Alderney Camps, Wikipedia).

## NS-Zeit

### Tätigkeit als SS-Sergeant in Fort Alderney

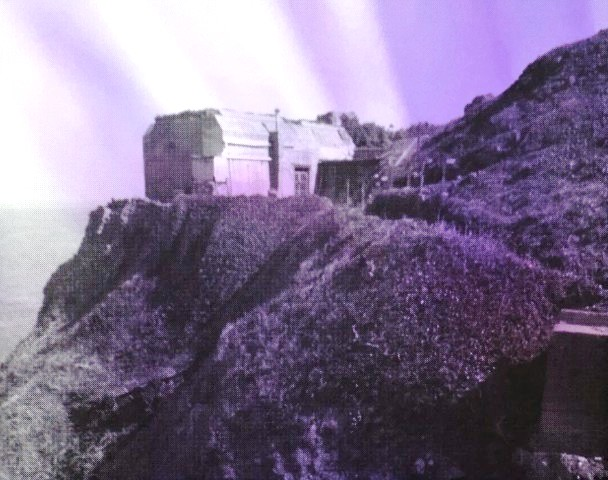
Fort Albert (Alderney). Observationsbunker im Süden der Insel, 1943

Als deutsche Truppen 1942 die Insel besetzten, ahnte niemand, wie brutal die Besetzung dieses britischen Kronlandes sein würde. Menschen aus den von den Nazis besetzten Gebieten Europas wurden auf die Kanalinseln verschifft, um für den Führer eine „Festung“ gegen einen Angriff der Alliierten zu errichten. Die Gefangenen wurden wie Sklaven behandelt. Sie erduldeten willkürliche Erschießungen, Schläge und Hunger und in einigen Fällen sadistische Folter und Mord. Die kleinste der Guernsey-Inseln, Alderney, war besonders berüchtigt. Einer kürzlich durchgeführten Untersuchung der Regierung zufolge handelte es sich dabei um „systematischen Terrorismus“, der „Mord und Massaker“ sowie Folter beinhaltete. Die meisten Opfer waren Zwangsarbeiter aus Russland, die auf die Insel gebracht wurden, um Adolf Hitlers sogenannten Atlantikwall, ein Beton-Verteidigungsnetzwerk, zu errichten. Weitere Opfer kamen aus 20 Ländern, darunter Frankreich, Spanien, Deutschland und Polen.
Geheimdienstberichte nach der Befreiung 1944 zeigen, dass die in Massengräbern beseitigten Leichen wie Opfer des Konzentrationslagers Bergen-Belsen behandelt wurden. Beispielsweise wetteiferten deutsche Wachen im SS-Konzentrationslager auf Alderney darum, Gefangene im Tausch gegen Getränke und Zigaretten an einer Mauer des Forts aufzustellen und zu erschießen. Solche Erschießungskommandos funktionierten ähnlich wie beispielsweise die im Konzentrationslager Auschwitz. Die Wachen wählten aus den Gefangenen zwölf oder fünfzehn Männer aus. Diese wurden kopfüber an einen Eisenbahnwaggon gebunden. Dann begannen die Wachen auf sie zu schießen. Wurden sie in Kopf oder Brust getroffen, starben sie in der Regel sofort. Einige Wachen zielten jedoch absichtlich auf Arm oder Bein, um das Leiden der Opfer um Stunden zu verlängern. Diese Hinrichtungsstätte kann, wie das gesamte Fort, noch heute besichtigt werden. Ähnliche Sklavenarbeit fand auch auf Jersey und Guernsey statt (Balliwick, 2025).
Die britische Regierung verschwieg zunächst die wahren Gründe für diese Hinrichtungen, entgegen den Anweisungen der Moskauer Erklärung, die klarstellte, dass die Verantwortlichen für die Nazi-Gräueltaten in dem Land vor Gericht gestellt werden sollten, in dem sie begangen wurden (Balliwick, 2025). Auch deutsche Offiziere auf der Insel wurden nicht wegen Kriegsverbrechen angeklagt. Eine kürzlich durchgeführte Untersuchung der britischen Regierung (Lord-Pickles-Kommission) ergab, dass auf Alderney mehr als 1.100 Menschen starben und viele weitere vermisst werden. Die überlebenden Zeugen, darunter französische Juden, die von der Vichy-Regierung aus Paris deportiert wurden, wurden durch ihre Zeit auf der Insel für immer gezeichnet (Ghosts of Alderney – Hitler's Island Slaves, Wild Dog, 2025).

## Wiedereingliederung nach Kriegsende
Nach dem Krieg wurde Högelow 1949 von einem deutschen Gericht wegen anderer Kriegsverbrechen zu einer kurzen Gefängnisstrafe verurteilt – wie viele andere Nazi-Täter auf Alderney auch, z. B. Kurt Klebeck. Seine Verbrechen auf Alderney wurden dabei nicht einmal berücksichtigt. So behauptete man, dass der Kommandant von Alderney, Nazi-Major Carl Hoffmann, an die Sowjetunion übergeben worden sei und dort hingerichtet wurde. 1983 musste das Innenministerium jedoch zugeben, dass Hoffmann 1948 aus der Gefangenschaft in London entlassen wurde und bis zu seinem Tod 1974 in der Bundesrepublik lebte. Auch Klebeck hatte man für tot erklärt. Der war jedoch bis zu seiner Pensionierung 1975 Präsident des lokalen Fußballvereins und lebt mit seiner Frau im Hamburger Stadtteil Wandsbek.
Die Lord-Pickles-Kommission unter Vorsitz von Lord Eric Pickles untersuchte von April 2022 bis Juni 2023 die Verbrechen der Nazi-Besatzung der Insel Alderney während des Zweiten Weltkriegs und lieferte wichtige Erkenntnisse für ein detaillierteres Verständnis der Geschehnisse auf der Insel. Zu den wichtigsten Ergebnissen gehörten:
1. Opferzahlen: Die Untersuchung ergab, dass auf Alderney wahrscheinlich zwischen 641 und 1.027 Gefangene ums Leben kamen.
2. Kein „Mini-Auschwitz“: Die Kommission wies die Behauptung zurück, Alderney sei ein „Mini-Auschwitz“ gewesen. Zwar herrschten dort grausame Bedingungen und viele Tote, doch handelte es sich nicht um einen Massenvernichtungsort, wie manchmal dargestellt.
3. Historische Gerechtigkeit: Die Kommission untersuchte auch, warum deutsche Kriegsverbrecher, die auf Alderney Gräueltaten begangen hatten, von Großbritannien nicht strafrechtlich verfolgt wurden. Sie stellte fest, dass der Fall an die Sowjetunion übergeben wurde, da die meisten Opfer sowjetische Staatsbürger waren. Die Sowjets verfolgten den Fall jedoch nicht weiter, was zu einer mangelnden Strafverfolgung führte.
4. Verschwörungstheorien: Ein weiterer Schwerpunkt der Untersuchung war die Widerlegung von Verschwörungstheorien rund um Alderney. Die Kommission betonte die Bedeutung einer faktenbasierten und genauen Darstellung der Ereignisse auf der Insel.